# La Fracture (film, 2021)
Pour le film réalisé par Brad Anderson, voir La Fracture (film, 2019).
Pour plus de détails, voir Fiche technique et Distribution.
La Fracture est un film français réalisé par Catherine Corsini et sorti en 2021.

## Synopsis
Au cours d'une nuit hivernale de 2018, Raphaëlle, au bord de la rupture avec Julie, se fracture le bras et se retrouve aux urgences d'un grand hôpital parisien. Dans le même temps, Yann arrive blessé d'une manifestation de Gilets jaunes. Ces trois personnages vont se retrouver confrontés à une atmosphère pesante et troublée dans un service d'urgence en saturation. 

## Fiche technique
Sauf indication contraire, les informations mentionnées dans cette section peuvent être confirmées par la base de données cinématographiques IMDb,  présente dans la section « Liens externes ».
- Titre français : La Fracture
- Réalisation : Catherine Corsini
- Scénario : Catherine Corsini, avec la collaboration de Laurette Polmanss et d'Agnès Feuvre
- Photographie : Jeanne Lapoirie
- Son : Nicolas Cantin
- Décors : Toma Baquéni
- Costumes : Rachel Raoult
- Première Assistante réalisation : Alexandra Denni
- Scripte : Bénédicte Darblay
- Direction de production : Angeline Massoni
- Montage image : Frédéric Baillehaiche
- Montage son : Fanny Martin
- Montage des directs : Jeanne Delplancq
- Mixage : Olivier Goinard
- Musique originale : ROB
- Productrice : Élisabeth Perez
- Production déléguée : CHAZ Productions
- Distribution France : Le Pacte
- Pays de production :  France
- Genre : comédie dramatique
- Durée : 98 minutes
- Dates de sortie :
  - France : 9 juillet 2021 (Festival de Cannes 2021), 27 octobre 2021 (sortie nationale)

## Distribution
- Valeria Bruni Tedeschi : Raphaëlle « Raf » Catania
- Marina Foïs : Julie Bataille
- Pio Marmaï : Yann Caron
- Aïssatou Diallo Sagna : Kim
- Jean-Louis Coulloc'h : Laurent
- Caroline Estremo : Pat
- Cécile Boncourt : Blandine
- Camille Sansterre : Elodie
- Marin Laurens : Adrien
- Ferdinand Perez : Eliott
- Clément Cholet : l'interne sec
- Ramzy Choukair : Hamza

## Production
Les dessins de Raf ont été réalisés par Nine Antico.
Aïssa Diallo Sagna, qui joue Kim, est aide-soignante dans la vraie vie.

## Sortie

### Accueil
En France, le site Allociné recense une moyenne des critiques presse de 3,4⁄5. De fait, si France Info salue un « pamphlet drolatique » et une « mise en scène virevoltante », comme La Croix, qui juge que  « la réalisatrice parvient intelligemment à prendre le pouls des fractures d'un pays où l'on ne se parle plus » , Libération estime que « Catherine Corsini s'embourbe dans les vieux travers de la fiction de gauche », et Le Monde écrit que cette  « farandole tragi-comique » a du mal à « organiser le chaos ».

## Distinctions

### Récompenses
- Queer Palm 2021[8]
- César 2022 : Meilleure actrice dans un second rôle pour Aissatou Diallo Sagna

### Nominations
- César 2022 :
  - Meilleur film
  - Meilleure actrice pour Valeria Bruni Tedeschi
  - Meilleur acteur pour Pio Marmaï
  - Meilleur scénario original
  - Meilleur montage

### Sélection
- Festival de Cannes 2021 : en compétition officielle